# 永不消逝的电波
《永不消逝的电波》，为王苹导演、孙道临、袁霞主演的一部电影。电影的故事原型为在上海从事地下工作的中国共产党党员李白。该片1958年首次上映，2021年推出4K彩色修复版。

## 劇情簡介

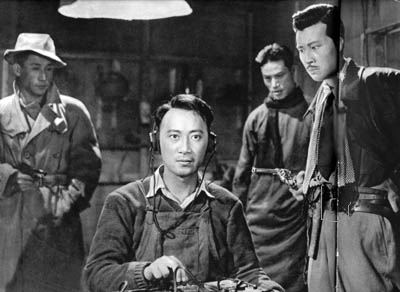
电影剧照

故事发生于1938年的上海。中国共产党地下组织的电台被日军破坏，中共延安边区电台政委李侠（孙道临饰）奉命前往上海加强秘密电台工作。中共地下组织同时派女工何兰芬（袁霞饰）与李侠假扮成夫妻，协助工作。李侠白天身份是湘绣商人，晚上则跑到阁楼上收发电报。在从事地下工作中，李侠与何兰芬产生了感情，二人经过中共组织批准，结成连理。
日军通过分区停电等方式发现了秘密电台，并逮捕李侠。李侠在日军的酷刑下，坚守机密，只说“我是中国人”。日军认为李侠是为商业电台工作，释放李侠。日本投降后，李侠夫妇留在上海，继续秘密为中共搜集情报。
1949年，国共战争即将结束，此时李侠的电台被发现。共产党组织通知李侠撤回根据地。而就在撤离前夕，李侠得到两份重要情报，并坚持把情报发往根据地。中华民国政府测出了李侠的电台信号后，带人包围了其住所。李侠发完电报内容后，镇静地向根据地发出了永别的信号。

## 剧组人员
- 摄影：薛伯青、冀明
- 美术设计：王伟
- 录音：何宝锭
- 作曲：李伟才
- 剪辑：罗玉

## 编导特点
电影中通过电报、烧纸、蜡烛等细节，使不同时空得到充分连接，并使电影情节饱满并具悬念。该电影也是导演王苹从话剧转型的代表作。